# Borgoricco
Borgoricco is een gemeente in de Italiaanse provincie Padua (regio Veneto) en telt 7429 inwoners (31-12-2004). De oppervlakte bedraagt 20,5 km², de bevolkingsdichtheid is 362 inwoners per km².
De volgende frazioni maken deel uit van de gemeente: Sant'Eufemia, San Michele delle Badesse.

## Demografie
Borgoricco telt ongeveer 2659 huishoudens. Het aantal inwoners steeg in de periode 1991-2001 met 15,3% volgens cijfers uit de tienjaarlijkse volkstellingen van ISTAT.
| Jaar | Inwoneraantal |
| ---- | ------------- |
| 1991 | 6019          |
| 2001 | 6939          |

## Geografie
Borgoricco grenst aan de volgende gemeenten: Campodarsego, Camposampiero, Massanzago, San Giorgio delle Pertiche, Santa Maria di Sala (VE), Villanova di Camposampiero.

## Geboren
- Andrea Peron (1988), wielrenner